# 200 (musikgrupp)
200 (uttalat tveyhundrað) är ett färöiskt rock- och punkband som bildades år 1996.

## Biografi
Bandet bildades för syftet att komma med på skivan Rock í Føroyum 2. Niels Arge Galán, Uni Árting och Mikael Blak var alla bandmedlemmar i rockbandet Mold och alla ville göra något annorlunda. Syftet med bandet var att visa att alternativrock kunde göras på färöiska. Under denna tiden sjöng de flesta på Färöarna fortfarande på engelska.
Det var inte speciellt mycket aktivitet efter Rock í Føroyum 2, bandmedlemmarna tog ett litet uppehåll ifrån musiken. Bandet Mold blev återförenade och därefter deltog 200 i Prix Føroyar. Efter denna tävlingen växte sig 200 allt mer kända och det riktiga 200-ljudet kom. Elvisrösterna, politiska texterna och musiken flöt ihop. 
År 2001 släpptes 200:s första musikalbum, 200%. Nästan ingen brydde sig om skivan, precis som att bandet inte fanns, men den fick väldigt bra recensioner. Till slut sålde skivan slut. Att skivan sålde helt slut förvånade bandet väldigt mycket. Under denna tiden bodde även Uni och Niels i Köpenhamn, samtidigt som Mikael bodde på Färöarna. Bandet hade även spelningar i såväl Färöarna, som Danmark och på Island.
Efter ett tag började spelningarna bli genanta, materialet blev äldre och äldre. Bandet beslutade sig snabbt för att spela in en ny skiva. Alla bandmedlemmar befann sig på Färöarna och snart var en ny skiva ihopsatt. I mars 2005 släpptes bandets andra skriva Viva la Republica. Recensionerna blev bättre och fler än för debutalbumet och låten Muscleman-blað låg länge på topplistorna. Låten Muscleman-blað blev också bannlyst på radiostationer på Färöarna på grund av de grova texterna.
Bandets musik handlar oftast om den färöiska politiken. Med satiriska texter, ämnen som Färöarnas självständighet ifrån Danmark, homofobi och kristen fundamentalism blev porträtterade ur ett annat perspektiv. När bandet tillfrågades varför nästan alla texter handlar om politik blev svaret Det är var vi tänker på... Många saker på Färöarna är "fucked up", och någon måste berätta det.... På bandets officiella t-shirtar som fanns att köpa stod det Okkara einasta kongshús er Graceland (Vårat enda kungahus är Graceland) där Graceland är det hus som Elvis Presley levde i.
Musikgruppen brukar flitigt delta under Färöarnas största festival, G! Festival, som hålls varje sommar i Gøta på Eysturoy. År 2005 vann även gruppen pris för Besta bólk (Bästa grupp) vid Planet Awards. I början av 2006 släppte även gruppen en LP av sin andra skiva Viva la Republica. Utgåvan var begränsad till 2 000 exemplar och var den första skivan som släpptes i lp-version sedan 1990-talet.
År 2006 släpptes gruppens nya album. Albumnamnet är Graceland, namngivet efter Elvis Presleys hus. Skivan började spelas in under maj-juni år 2005 i studion Studio Skýrák i huvudstaden Tórshavn. Skivan släpptes först under spelningen på G! Festival och på övriga Färöarna under slutet av juli. Musiken Jónas Bloch Danielsen medverkade på albumet och kom att kallas 4. liminum í 200 (Fjärde medlemmen i 200). Tidigare samma sommar medverkade gruppen på Roskildefestivalen i Danmark, en konsert som fick 5 av 6 stjärnor av tidningen Soundvenue. Förutom Roskildefestivalen deltog gruppen under festivaler som Asfalt och Jóansøkufestivalen på Färöarna.

## Diskografi
- 2001 – 200% (musikklipp från låtarna)
- 2005 – Viva la Republica
- 2006 – Graceland
- 2008: Decibel - Live at Roskilde festival 2006
- 2009: Stokkhólmssyndromið
- 2012: VENDETTA